# Черановський Борис Іванович
Борис Іванович Черановський (13 (1) липня 1896, село Павловичі Волинська губернія, Україна — 17 грудня 1960, Москва, РРФСР) — художник і скульптор, український і радянський авіаконструктор.

## Біографія
Народився 13 (1) липня 1896.
З 1922 року займався конструюванням і спорудженням планерів і літаків. У 1924 створив планер БІЧ-2. З 1924 по 1927 навчався у Військово-повітряній академії.
Створив перші в СРСР літаки за схемою «Літаюче крило» БІЧ-3 (1926) і БІЧ-7А (1933) з центральним вертикальним оперенням. Першим застосував трикутне крило на планері БІЧ-8, який був успішно випробуваний 1929.
Розробив також кілька експериментальних моделей літаків БІЧ-11, БІЧ-14, БІЧ-20.
Нагороджений орденом Червоної Зірки.